# Inca de Bonaparte
Coeligena bonapartei
Espèce
Statut de conservation UICN

 LC  : Préoccupation mineure
Statut CITES
L'Inca de Bonaparte (Coeligena bonapartei) est une espèce d'oiseaux de la famille des Trochilidae (les colibris). Le nom de cette espèce commémore l'ornithologue français Charles-Lucien Bonaparte (1803-1857).

## Répartition
Elle est présente en Colombie et au Venezuela.

Carte de répartition de l'espèce

## Sous-espèces
D'après Alan P. Peterson, cette espèce est constituée des trois sous-espèces suivantes :
- Coeligena bonapartei bonapartei (Boissonneau, 1840) ;
- Coeligena bonapartei consita Wetmore & W.H. Phelps Jr., 1952 ;
- Coeligena bonapartei eos (Gould, 1848).